# Antonio Pascual de Borbón
Antonio Pascual de Borbón (Antonio Pascual Francisco Javier Juan Nepomuceno Aniello Raimundo Silvestre de Borbón y Sajonia; ur. 31 grudnia 1755 w Casercie, zm. 20 kwietnia 1817 w San Lorenzo de El Escorial) – infant hiszpański, książę Neapolu i Sycylii, syn króla Hiszpanii Karola III Burbona i Marii Amalii Saskiej, córki króla polskiego Augusta III.
Urodził się w czasie, gdy jego ojciec był królem Neapolu i Sycylii. Wczesne dzieciństwo spędził w Kampanii. W 1759 roku rodzina przeprowadziła się do Madrytu, gdzie Karol objął tron Hiszpanii. Dorosłe życie spędził na dworze ojca, a potem brata Karola IV, do którego był uderzająco podobny. Był humanistą i miłośnikiem sztuki, wyróżniał się inteligencją i pracowitością.

## Życiorys
Ojciec Antoniego był królem Neapolu i Sycylii od 1734 roku. W 1738 poślubił jego matkę Marię Amalię Wettyn; Antoni był ich dwunastym z trzynaściorga dzieci. Urodził się w Casercie, gdzie wybudowano królewski pałac, w ówczesnym Królestwie Neapolu.
Po przedwczesnej śmierci Ferdynanda VI Karol zgłosił pretensje do hiszpańskiego tronu. W czasie uciążliwej podróży z Neapolu cała rodzina zaraziła się odrą. Przybyli do Madrytu w grudniu 1759 roku, gdzie po koronacji ojca Antoni otrzymał tytuł infanta. Rok po przyjeździe rodziny do Hiszpanii zmarła jego matka Maria Amalia (prawdopodobnie z powodu gruźlicy); Karol III do końca życia pozostał wdowcem. W roku śmierci matki Antoni miał dwie siostry i pięciu braci.
W 1795 roku ożenił się ze swoją bratanicą infantką Marią Amalią, z którą miał dwoje dzieci. Maria Amalia zmarła trzy lata później.
W czasie inwazji napoleońskiej popierał swojego bratanka Ferdynanda VII, a także monarchię absolutną. Razem z rodziną znalazł się na wygnaniu w Valençay. Po powrocie do Hiszpanii zajmował wysokie stanowiska państwowe.
Około 1767 roku Anton Raphael Mengs namalował portret młodego infanta w stylu préciosité. W 1800 roku Antoni został uwieczniony wraz z cała królewską rodziną na zbiorowym portrecie Goi pt. Rodzina Karola IV. Zachował się również portret infanta wykonany przez Goyę w charakterze szkicu przygotowawczego. Goya przedstawił go w realistyczny sposób, ze szczegółami oddając fizjonomię jego twarzy. Oba dzieła znajdują się w zbiorach Muzeum Prado.
Zmarł w 1817 roku w Eskurialu i został pochowany w Panteonie Infantów.

## Odznaczenia
- Order Ducha Świętego – Francja, 1767[5]

## Genealogia
| 4. Filip V Hiszpański        |  |                         |  |  |                  |
|                              |  | 2. Karol III Hiszpański |  |  |                  |
| 5. Elżbieta Farnese          |  |                         |  |  |                  |
|                              |  |                         |  |  | 1. Antoni Burbon |
| 6. August III Sas            |  |                         |  |  |                  |
|                              |  | 3. Maria Amalia Wettyn  |  |  |                  |
| 7. Maria Józefa Habsburżanka |  |                         |  |  |                  |
|                              |  |                         |  |  |                  |